# Rhaphuma eleodes
Rhaphuma eleodes là một loài bọ cánh cứng trong họ Cerambycidae.